# Mort et funérailles de Philip Mountbatten
La mort de Philip Mountbatten, duc d'Édimbourg, mari de la reine Élisabeth II et époux royal britannique ayant vécu le plus longtemps, survient au matin du 9 avril 2021 alors qu'il est âgé de 99 ans. La famille royale indique qu'il est « mort paisiblement » de vieillesse (old age). Le prince Philip est décédé deux mois avant son 100e anniversaire. Ses funérailles se tiennent à la chapelle Saint-Georges de Windsor le 17 avril 2021. Alors que la pandémie de Covid-19 a empêché la tenue d'obsèques nationales, une messe d'hommage en présence de plusieurs membres de familles royales européennes est organisée un an après sa mort, à l'abbaye de Westminster, le 29 mars 2022.

## Problèmes de santé et décès
Le prince Philip, duc d'Édimbourg, a effectué quatre séjours à l'hôpital au cours des dix années qui ont précédé sa mort. En 2012, il a été admis à l'hôpital en raison d'une infection de la vessie. Il a subi une chirurgie exploratoire de l'abdomen en juin 2013, et une opération de la hanche en avril 2018.
Le 16 février 2021, le duc a été admis à l'Hôpital King Edward VII (en) par mesure de précaution après s'être senti mal. Le 1er mars, le duc a été transféré à l'hôpital St Bartholomew et le 3 mars, il subit avec succès une intervention pour son problème cardiaque actuel. Le 5 mars, il est de nouveau transféré à l'hôpital King Edward, et le 16 mars, il sort de l'hôpital et retourne au château de Windsor. Sa mort a été annoncée par la famille royale trois semaines plus tard, le 9 avril 2021 à 12 heures (heure de Londres), avec la publication d'un communiqué indiquant qu'il était « mort paisiblement » le matin même.

## Opération Forth Bridge

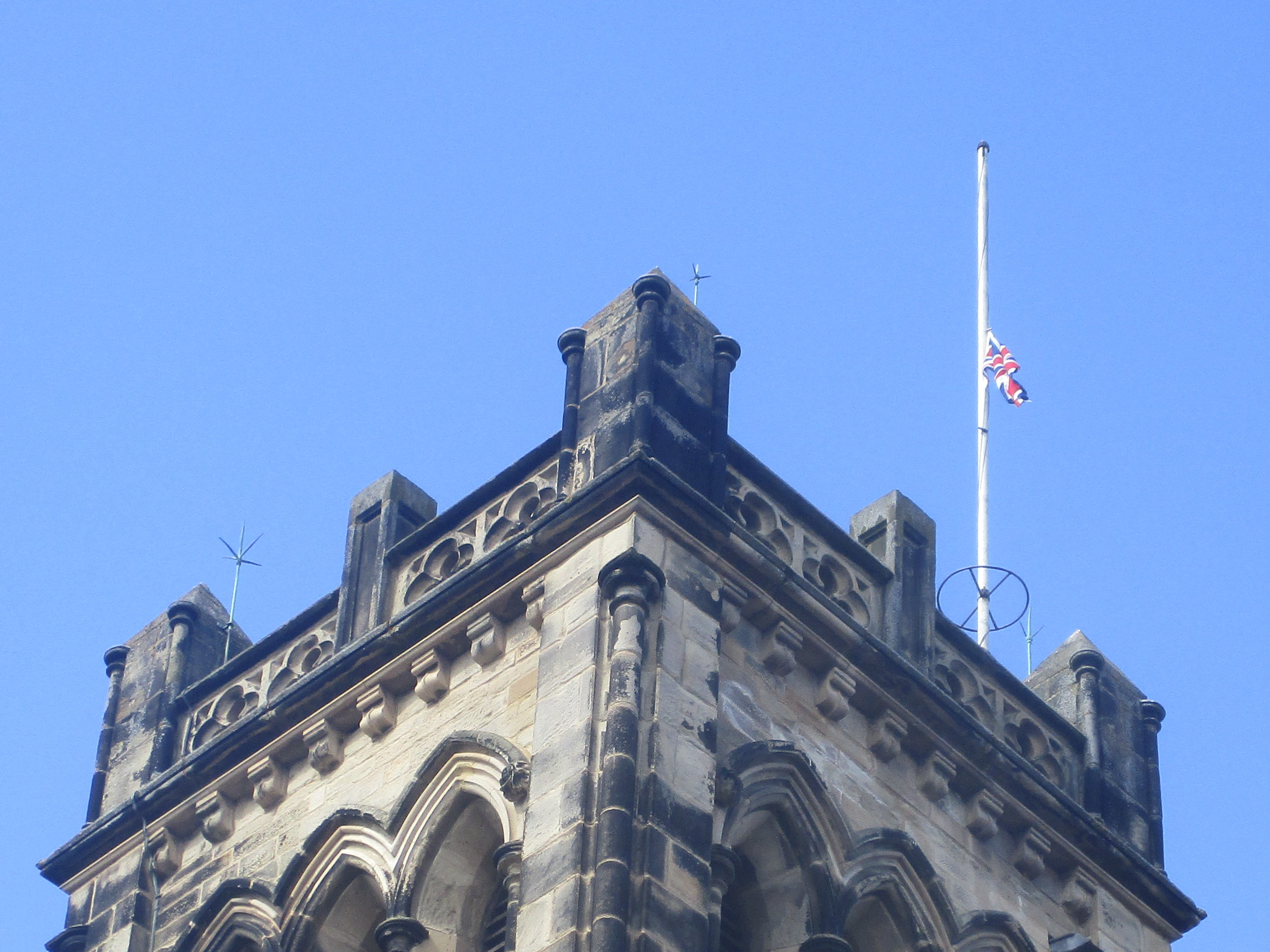
Drapeau en berne à l'église paroissiale St James de Wetherby le 9 avril.

Nommé d'après le pont du Forth à Édimbourg, la ville de son duché, le plan national pour gérer publiquement la mort du duc s'appelle l'opération Forth Bridge.
Lancé au moment de son décès, le plan comprenait un communiqué de presse diffusé par le palais de Buckingham simultanément à la BBC et à la Press Association ; le protocole suppose que le lord-chambellan ait consulté la reine avant le communiqué de presse. Au moment du communiqué, les drapeaux ont été mis en berne, où ils resteront pendant une période de deuil national qui durera jusqu'à 8 heures (heure locale) le matin suivant les funérailles du duc. Tous les drapeaux de l'Union et les drapeaux nationaux doivent être abaissés, et les directives du gouvernement suggèrent que les autres drapeaux sur les bâtiments gouvernementaux - par exemple, les drapeaux des forces armées ou les drapeaux de la fierté nationale - soient remplacés par un drapeau de l'Union. Toutefois, l'étendard royal (actuellement, le drapeau qui flotte au-dessus du château de Windsor) continuera de flotter à pleine mâture, car il représente la présence du monarque vivant. Pendant cette période, tous les présentateurs de télévision britanniques doivent porter du noir.
Le site web de la famille royale a temporairement retiré tout son contenu et l'a remplacé par un fond noir, affichant une déclaration du palais. Le communiqué de presse a été publié à midi. La BBC a suspendu tous ses programmes jusqu'à au moins 18 heures (heure locale) le 9 avril, pour les remplacer par des programmes respectueux de l'annonce. À la radio, les émissions ont d'abord été remplacées par l'hymne national, puis par de la musique sobre. Les chaînes de télévision ont adopté des reportages spéciaux sur la vie du duc. Pour annoncer la nouvelle sur BBC One, l'émission s'est assombrie, un simple titre apparaissant ensuite pour annoncer un bulletin d'information. BBC News a brièvement interrompu ses programmes pour permettre à sa présentatrice du moment, Martine Croxall (en), de se changer en noir ; les chaînes de la BBC ont ensuite toutes repris le flux BBC News de la salle de rédaction de Londres et Croxall a annoncé le décès du duc avant de lire le communiqué de presse. Après l'annonce, une image du duc est montrée, et l'hymne national est joué. Mme Croxall a ensuite été remplacée par le présentateur principal de BBC News, Huw Edwards. Les autres grands radiodiffuseurs britanniques (ITV, Channel 4 et Channel 5) ont tous réagi de la même manière, suspendant leurs programmes réguliers jusqu'à différentes heures dans la soirée du 9 avril. Les programmes de la BBC Four ont été suspendus pendant toute la journée.

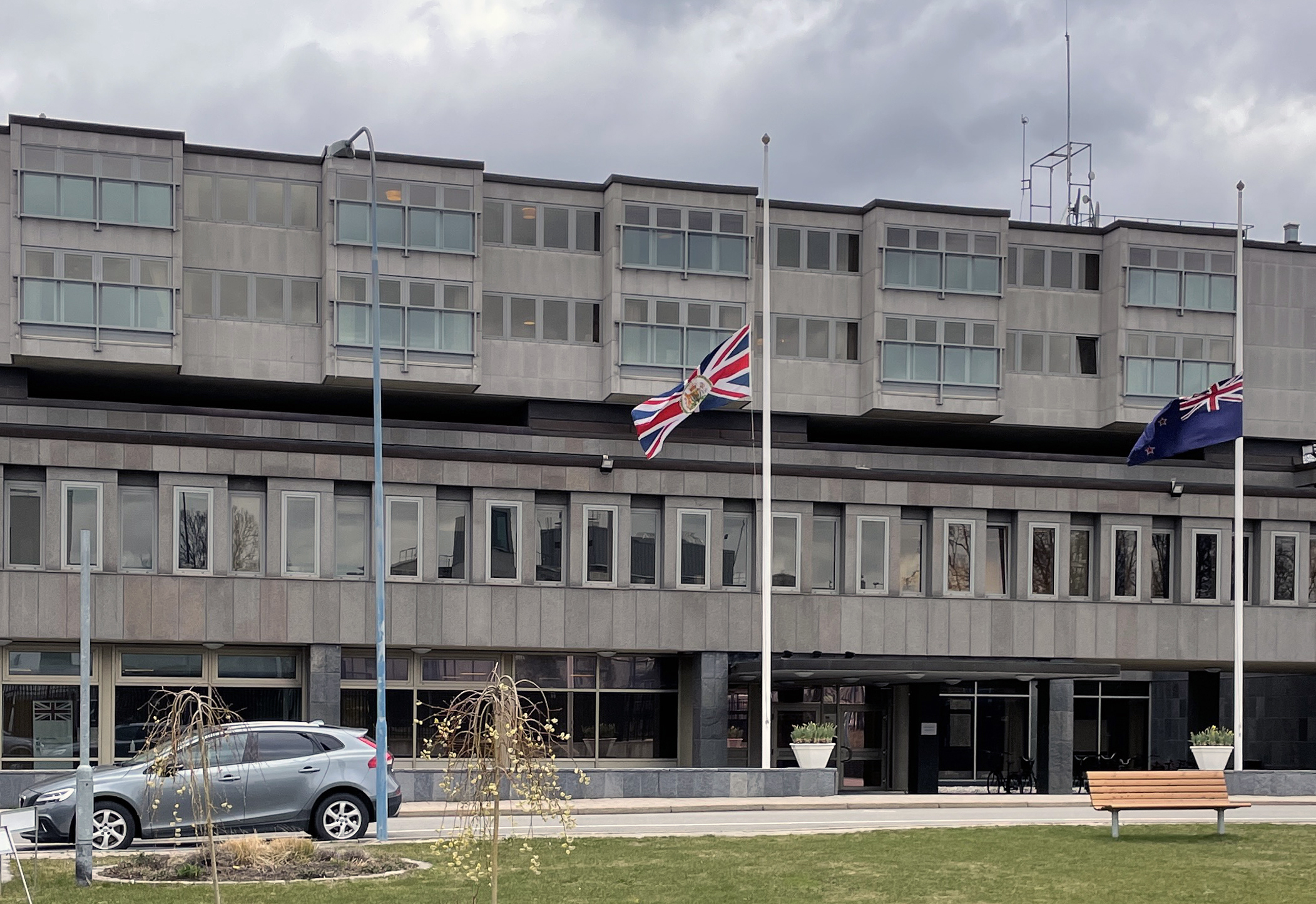
Les ambassades britannique et néo-zélandaise à Stockholm dont les drapeaux sont en berne le 9 avril.

Le plan prévoyait aussi des obligations de diffusion de la nouvelle à travers le Commonwealth des Nations. En Australie, l'un des royaumes du Commonwealth dont la reine est le chef d'État, la responsabilité d'informer le gouvernement et le public incombait au gouverneur général David Hurley. Les drapeaux doivent également être mis en berne dans tout le Commonwealth. Conformément au protocole, le drapeau australien est mis en berne le 10 avril 2021, en signe de deuil et de respect pour le duc. Au Canada, le drapeau national est mis en berne sur les bâtiments et établissements fédéraux (notamment la tour de la Paix sur la colline du Parlement et à Rideau Hall) et dans les missions étrangères, une mesure qui devrait durer jusqu'au coucher du soleil le jour du cérémonial commémoratif. Le matin du 9 avril, la cloche de la tour de la Paix a été sonnée 99 fois, une pour chaque année de vie du duc. En Nouvelle-Zélande, le Premier ministre Jacinda Ardern a ordonné la mise en berne des drapeaux sur les bâtiments du gouvernement et de la marine. Le matin du 10 avril, à travers le Royaume-Uni et le Commonwealth, 41 coups de canon ont été tirés, saluant la disparition du duc d'Édimbourg.
Le duc a normalement droit à des funérailles nationales complètes, mais celui-ci avait indiqué qu'il souhaitait « partir discrètement » ; il n'y aura donc pas de funérailles nationales, ni d'exposition de son cercueil en chapelle ardente comme ce fut le cas pour la reine-mère Élisabeth, à sa mort en 2002,. Ses souhaits indiquent des funérailles militaires, qui auront bien lieu à la chapelle Saint-Georges de Windsor, suivies d'une inhumation auprès de son beau-père, le roi George VI. Ces funérailles royales cérémonielles ont été du même niveau d'honneur que celles qui ont été accordées par le passé à la reine-mère, et à Diana Spencer. Des changements ont été appliqués à la lumière des règlementations contre les rassemblements de masse introduites en raison de la pandémie de Covid-19 ; par exemple, il n'y avait pas de foule ou de membres du public présents (sauf à l'extérieur du château), le nombre de participants à la cérémonie ne dépassant pas trente, conformément aux règlementations. Le prince Harry, duc de Sussex, qui réside à Los Angeles aux États-Unis, avait prévu de rentrer au Royaume-Uni pour les célébrations du 100e anniversaire du duc. Il est présent aux funérailles de son grand-père, qui ont lieu le 17 avril. Aucune loi n'est adoptée au cours de la période de deuil.

## Réactions

### Famille royale
Deux des enfants du duc, Anne, princesse royale, et le prince Edward, comte de Wessex, lui ont rendu hommage dans des interviews enregistrées pour être diffusées après sa mort. Anne a déclaré : « Sans lui, la vie sera complètement différente ».
Le prince Harry, petit-fils du duc, et son épouse, Meghan Markle, duchesse de Sussex, ont déclaré sur le site de leur fondation que le duc allait « grandement [leur] manquer ». Cet hommage fait l'objet de vives critiques, de nombreux internautes le jugeant « froid », « choquant » et « inapproprié », le couple s'étant retiré de la famille royale en 2020,.

### Royaume-Uni

#### Pouvoirs publics

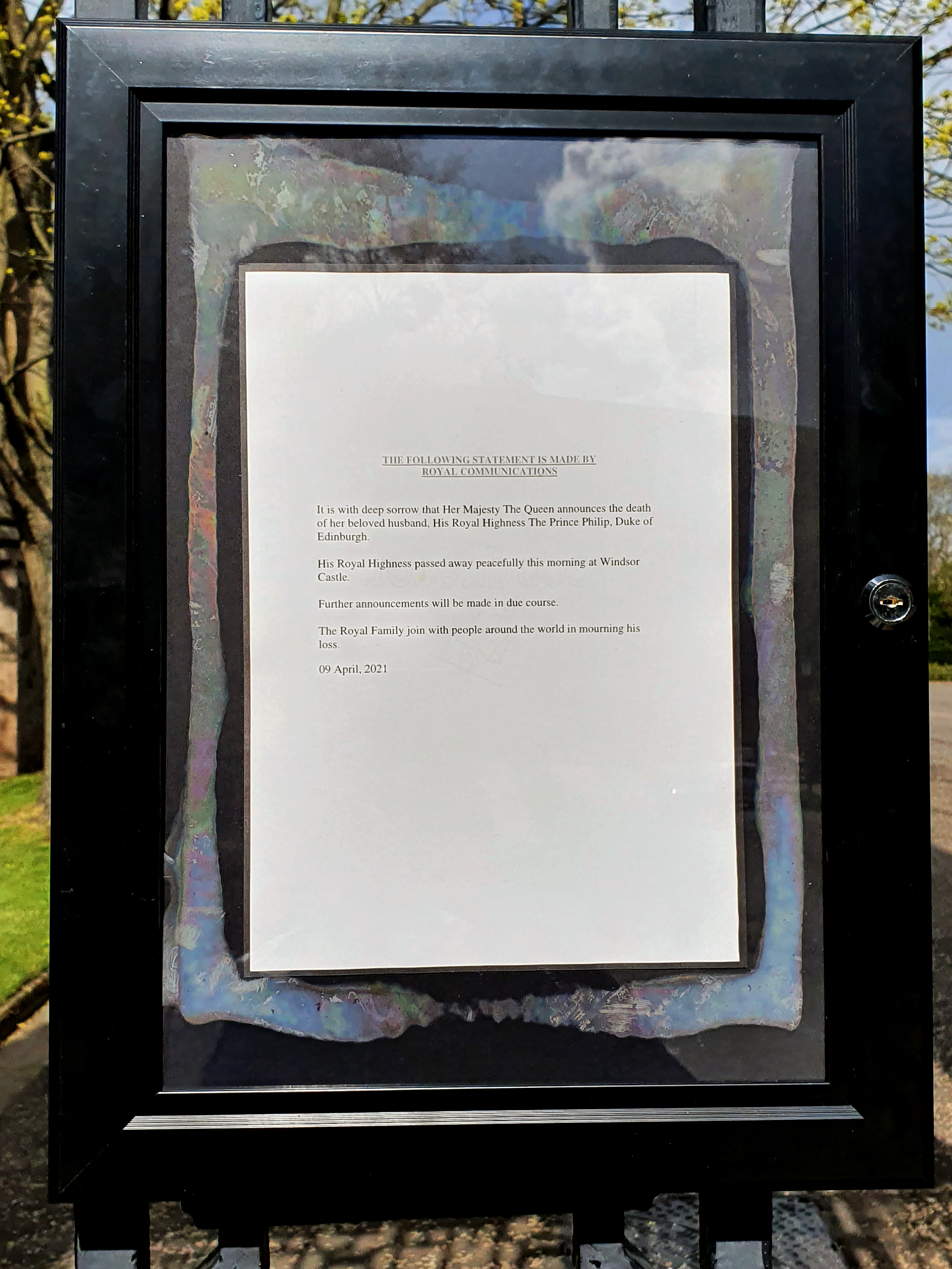
Un avis officiel annonçant la mort du duc d'Édimbourg affiché à l'extérieur du palais de Holyrood à Édimbourg.

Le Premier ministre Boris Johnson, s'exprimant devant le 10 Downing Street, a adressé ses condoléances et a déclaré que le duc « a contribué à orienter la famille royale et la monarchie de sorte qu'elle reste une institution indiscutablement vitale pour l'équilibre et le bonheur de notre vie nationale »,. Le chef de l'opposition, les trois premiers ministres des pays constitutifs du Royaume-Uni,, et tous les anciens premiers ministres britanniques vivants ont exprimé des sentiments similaires,, tout comme les chefs religieux de la nation.

#### Public
En raison des restrictions imposées pendant la pandémie de Covid-19, il a été conseillé au public de ne pas déposer de fleurs en hommage au duc, et l'avis marquant le décès du duc à l'extérieur du palais de Buckingham a été retiré pour éviter que des foules ne se forment autour de lui car le public pourrait se rassembler pour le lire. Malgré cela, plus d'une centaine d'hommages floraux ont été déposés aux portes du palais par des personnes en deuil.

### Grèce et Danemark
Le duc étant grec de naissance, la présidente grecque, Katerina Sakellaropoulou, a partagé une photographie personnelle de lui lorsqu'il était jeune garçon. La photo avait été présentée à la nation par le fils aîné du duc, Charles, prince de Galles, lors d'une visite à Athènes en mars 2021, quelques semaines avant le décès du duc. Sur cette photo, le jeune Philip porte l'uniforme d'un garde de l'Evzone. Le message de Mme Sakellaropoulou reconnaît les services rendus par le duc au Royaume-Uni en tant que « son pays ». Constantin II, cousin du duc et dernier roi des Hellènes, a décrit Philip comme « un homme remarquable qui a consacré toute sa vie au devoir et au service de son pays et du Commonwealth », et a ajouté « Ma peine est encore plus profonde en raison de nos liens familiaux étroits. Il manquera profondément à chacun d'entre nous ».
Margrethe II, cousine du duc et reine de Danemark, nation dont le duc est né prince, a présenté ses condoléances dans un message indiquant qu'elle avait envoyé ses condoléances personnelles à la reine Élisabeth II,.

### Commonwealth
En tant que membre éminent de la famille royale britannique, le duc était également une personnalité de premier plan dans le Commonwealth des nations et, en particulier, dans les royaumes du Commonwealth. Des représentants des gouvernements et de l'opposition officielle de plusieurs royaumes et nations du Commonwealth, tout au long du mandat du duc en tant que consort, ont partagé des messages de condoléances à leur monarque, et en portant le deuil pour leur peuple ainsi que pour les Britanniques. Nombreux sont ceux qui ont noté le soutien et le patronage du duc envers des organisations à travers le Commonwealth, en particulier son soutien au programme du Prix international du duc d'Édimbourg.

### Autres monarchies
Plusieurs chefs de monarchies européennes, auxquels le duc était lié, principalement par la reine Victoria, ont également fait part de leur chagrin, notamment Philippe et Mathilde, roi et reine des Belges ; Albert II, prince de Monaco ; Willem-Alexander et Máxima, roi et reine des Pays-Bas, et la princesse Beatrix des Pays-Bas ; Harald V, roi de Norvège ; Felipe VI et Letizia, roi et reine d'Espagne ; Charles XVI Gustave et Silvia, roi et reine de Suède et Margareta, gardienne de la couronne de Roumanie.
D'autres monarques de différentes régions du monde ont également envoyé leurs condoléances.

### International
Des représentants passés et présents des gouvernements de nombreuses nations ont rendu hommage à la vie du duc et à son impact dans le monde. La présidente de la Commission européenne, Ursula von der Leyen, et un porte-parole du Secrétaire général des Nations Unies, António Guterres, ont également exprimé leur solidarité.

## Funérailles
Les funérailles du prince Philip ont lieu le samedi 17 avril 2021, soit huit jours après sa mort.

### Personnalités
Le programme prévu pour ses obsèques est adapté pour tenir compte des restrictions sanitaires. Alors que 800 invités auraient dû être présents, seuls trente membres de la famille parmi les plus proches peuvent assister à la cérémonie des funérailles. Outre la reine Élisabeth II, sont présents ses enfants, le prince Charles et son épouse Camilla, la princesse Anne et son époux Timothy Laurence, le prince Andrew et le prince Edward accompagné de son épouse Sophie, ainsi que ses petits-enfants, le prince William et son épouse Kate, le prince Harry, Peter Phillips, Zara Phillips et son époux Mike Tindall, la princesse Beatrice et son époux Edoardo Mapelli Mozzi, la princesse Eugenie et son époux Jack Brooksbank, Louise et James Mountbatten-Windsor. Les neveux et nièces de la reine, David Armstrong-Jones et Sarah Armstrong-Jones accompagnée de son époux Daniel Chatto, sont également présents. Richard de Gloucester et Edward de Kent, cousins de la reine, Alexandra de Kent, cousine de la reine, Bernard de Bade et Philippe de Hohenlohe-Langenbourg, petits-neveux du prince Philip, Heinrich Donatus de Hesse, petit-neveu de Théodora de Grèce, sœur du duc d'Édimbourg, et Penelope Knatchbull, belle-fille de Patricia Mountbatten, cousine du duc, assistent également à la cérémonie.
Le Premier ministre Boris Johnson n'assiste pas aux funérailles. Dans un communiqué, Boris Johnson décline toute invitation afin de permettre la présence d'un plus grand nombre de membres de la famille royale britannique, dans le contexte de la pandémie de Covid-19.

### Déroulement

L'étendard personnel du prince Philip, qui recouvre son cercueil. Le premier quart, avec trois lions et des cœurs, est le blason du Danemark ; dans le second, la croix blanche sur fond bleu du drapeau de la Grèce ; le troisième, les bandes blanches et noires, sont le signe des Mountbatten ; tandis que dans le quatrième quart, le château représente Édimbourg.

L'événement est retransmis à la télévision par la BBC et diffusé dans le monde entier. Le cercueil du duc est déplacé, au son des Marches funèbres no 1 et no 3 de Beethoven, jusqu'à l'entrée principale du château de Windsor avant d'être transporté jusqu'aux marches de la chapelle Saint-Georges dans une Land Rover conçue spécialement pour l'occasion. Le cercueil est recouvert de son étendard personnel, sur lequel sont posées sa casquette militaire, son épée, une couronne de fleurs ainsi qu'une lettre personnelle de la reine. Des grenadiers de la Garde et des commandants militaires sont alignés sur le chemin et, marchant derrière le cercueil, se trouvent le prince de Galles et la princesse royale, derrière eux le duc d'York et le comte de Wessex, et au troisième rang, trois des petits-enfants du duc (les princes William et Harry, séparés au milieu par Peter Phillips, le fils de la princesse Anne). Son gendre, Timothy Laurence, et son neveu, David Armstrong-Jones, 2e comte de Snowdon, ferment la marche. Ils sont suivis par la reine Élisabeth II, accompagnée de Lady Susan Hussey (en), à bord de la Bentley State Limousine. Le prince Harry ayant été déchu de ses titres militaires et le prince Andrew étant impliqué dans un scandale judiciaire, la reine avait demandé que les invités portent un costume civil noir pour le deuil au lieu de la tenue militaire traditionnelle. Sur les marches de la chapelle, huit membres des Royal Marines portent le cercueil. Le cortège est accompagné des cornemuses de la Household Cavalry et une minute de silence est observée dans tout le pays à 15 heures (BST). Environ 730 membres des forces armées, dont quatre orchestres militaires, sont présents aux funérailles à Windsor. La plupart des répétitions militaires du cortège ont eu lieu à Pirbright, avec une répétition générale effectuée deux jours auparavant.
David Conner, doyen de Windsor, et Justin Welby, archevêque de Canterbury, officient durant le service,. Sur l'autel, les différents insignes du duc sont exposés sur des coussins, notamment les décorations décernées de son vivant par le Royaume-Uni et les pays du Commonwealth, des décorations militaires étrangères, son bâton de maréchal, les insignes de la Royal Air Force et les décorations du Danemark et de la Grèce (l'ordre de l'Éléphant et l'ordre du Sauveur, respectivement).
La cérémonie est l'occasion de souligner les liens du prince Philip avec la Royal Navy et sa passion pour la mer. Avant les funérailles proprement dites on entend d'abord le prélude de choral pour orgue BWV 654 (en) de Jean-Sébastien Bach : Schmücke dich, o liebe Seele (Fais-toi belle ma chère âme). Suivent l’Adagio espressivo de la sonate en la mineur de Sir William Harris (en) (1883-1973), Salix extrait de The Plymouth Suite de Percy Whitlock, la Berceuse (op. 31, no 19) de l'organiste français Louis Vierne et Rhosymedre extrait de Three Preludes founded on Welsh Hymn Tunes de Ralph Vaughan Williams.
La musique des funérailles commence avec un chœur réduit à quatre personnes éloignées les unes des autres (pour cause de distanciation sociale), dont trois Lay clerks (en) (littéralement clercs laïcs) du chœur professionnel de la chapelle Saint-Georges (en) : ils font d'abord entendre les Funeral Sentences (Élégies funèbres) du compositeur anglais William Croft (1678-1727), qui se chantent traditionnellement lors des services funèbres officiels anglais (et avaient été choisies pour cette raison par le duc d'Édimbourg). Le doyen lit ensuite une première citation, tirée du Livre de la Sagesse, chapitre 43, versets 11-26, suivie de la lecture par l'archevêque de Canterbury d'une deuxième citation, tirée de l'Apocalypse, chapitre 11, versets 21-27. Le psaume choisi est le psaume 103 (My soul give praise unto the Lord, qui avait été mis en musique pour chœur à 4 voix par William Lovelady (en) à l'occasion du 75e anniversaire du prince Philip). Les autres pièces chorales interprétées, également choisies par le duc d'Édimbourg, sont Eternal Father, Strong to Save, (incipit de Melita de John Bacchus Dykes, sur un poème de William Whiting (en)) qui est traditionnellement associée aux marins (et qui avait été chantée pour la mort de Winston Churchill et John Fitzgerald Kennedy). Ont été donnés également le Jubilate in C (Jubilate en do majeur) sur le texte du psaume 99, chant de réjouissance qui avait été mis en musique en 1961 pour cette chapelle par Benjamin Britten à la demande du duc d'Édimbourg. On entend ensuite The Lord's Prayer, mise en musique vers 1550 par Robert Stone (en). Stone y reprend à son compte le nouveau langage rythmique français, dit des « vers mesurés à l'antique ». Puis c'est le Russian Kontakion of the departed (Kontakion russe pour le défunt), chanté sous la forme d'un motet (en anglais un Anthem) sur une mélodie de rite orthodoxe en usage à Kiev (Kiev Melody), dans un arrangement de Sir Walter Parratt (Philip Mountbatten, d'origine grecque, était né dans la religion orthodoxe). Le doyen salue la « loyauté inébranlable » du duc envers la reine et « ses services à la nation et au Commonwealth ». Le pipe-major (sous-officier qui dirige le pipe band — ensemble de cornemuses — du Régiment royal d'Écosse) joue une Lamentation (A Lament). Les joueurs de bugle des Royal Marines jouent The Last Post (« Le dernier message »). Les trompettes de la Household Cavalry sonnent Reveille. Puis l'archevêque de Canterbury prononce la bénédiction à la fin du service funèbre. Pour terminer la cérémonie, on chante l'hymne God Save the Queen suivi du prélude et fugue BWV 546 (en) de Jean-Sébastien Bach, joué à l'orgue par Luke Bond, directeur adjoint de la musique de la chapelle Saint-Georges.
Plusieurs moments ont marqué les funérailles et ont été largement repris par les médias :
- une image de la reine Élisabeth II dans la chapelle Saint-Georges, assise seule devant le cercueil de son époux[118] ;
- les larmes du prince Charles, à plusieurs reprises au cours de la cérémonie[119],[120] ;
- la sortie côte à côte de la chapelle de William et Harry, qui ne s'étaient pas vus depuis le départ du duc et de la duchesse de Sussex de la famille royale[121].

À l'issue de la cérémonie, le cercueil du duc d'Édimbourg est déposé temporairement dans un caveau royal de la chapelle Saint-Georges. Lors du décès de la reine 17 mois plus tard, il est inhumé définitivement en compagnie de son épouse dans le mémorial du roi George VI, situé aussi dans la chapelle Saint-Georges, où sont inhumés le père d'Élisabeth II, son épouse la reine mère et leur fille la princesse Margaret.

## Messe d'hommage à Westminster
Un service d'action de grâces pour sa vie a lieu à l'abbaye de Westminster le 29 mars 2022. Alors qu'elle avait annulé ses dernières apparitions publiques depuis 5 mois, la reine Élisabeth II est présente, entourée de membres de sa famille, dont le prince Charles et son épouse Camilla, le prince Andrew, ainsi que ses petits-enfants, le prince William et son épouse Kate venus avec le prince George et la princesse Charlotte. Des membres des familles royales européennes assistent également au service, notamment le roi Charles XVI Gustave et la reine Silvia de Suède, le roi Willem-Alexander, la reine Máxima et la princesse Beatrix des Pays-Bas, le roi Harald V et la reine Sonja de Norvège, le roi Felipe VI et la reine Letizia d'Espagne, le roi Philippe et la reine Mathilde de Belgique et la reine Margrethe II de Danemark.